# Krasne, Semenivka
Krasne (în ucraineană Красне) este un sat în comuna Ustîmivka din raionul Semenivka, regiunea Poltava, Ucraina.